# Djupadalen, Karleby
Djupadalen, Karleby este o arie protejată (arie specială de conservare — SAC, sit de importanță comunitară — SCI) din Suedia întinsă pe o suprafață de 2,5 ha, integral pe uscat.

## Localizare
Centrul sitului Djupadalen, Karleby este situat la coordonatele 58°10′19″N 13°38′27″E / 58.1719°N 13.6408°E.

## Înființare
Situl Djupadalen, Karleby a fost declarat sit de importanță comunitară în ianuarie 1997 pentru a proteja . Situl a fost protejat și ca arie specială de conservare în martie 2011.

## Biodiversitate
Situată în ecoregiunea boreală, aria protejată conține 1 habitat natural: Pajiști fino-scandinave uscate până la mezice, bogate în specii de altitudine mică.
La baza desemnării sitului se află un număr nedeclarat de specii protejate: